# さいとうはるお
さいとう はるお（1956年10月15日 - ）は、日本の漫画家。東京都昭島市出身。藤子不二雄Ⓐの元チーフアシスタント。

## 略歴
1975年4月、藤子スタジオに入社。その後、1977年に『毎日中学生新聞』（毎日新聞社）に掲載された『がらくた行進曲』でデビュー。その後は主に『少年ポピー』（少年画報社）で活動。
1980年4月、藤子不二雄Ⓐのチーフアシスタント就任。以後は藤子不二雄Ⓐの『怪物くん』『忍者ハットリくん』などの作品のアシスタントを務める。
1985年6月、藤子スタジオ退社。独立後は『月刊コロコロコミック』『別冊コロコロコミック』（いずれも小学館）でゲーム、映画のコミカライズ作品を多く描く。1986年2月号から1987年10月号の『月刊コロコロコミック』に掲載された『ファミコン少年団』は、さいとうの代表作となる作品で、当時のファミコンブームと相まって人気を博した。
1989年からは、藤子・F・不二雄に代わって『ドラえもん』の学習漫画を描くようになる。
現在、「藤子不二雄FCネオ・ユートピア」では、1985年に『毎日こどもしんぶん』（毎日新聞社）で連載していた『リトルちゃん』が随時公開されている。

## 作品リスト

### 1977年
- がらくた行進曲（毎日中学生新聞、毎日新聞社）

### 1980年
- ピエロくん（少年ポピー、少年画報社）
- どん馬勝負（少年ポピー、少年画報社）

### 1981年
- べんとう一本勝負（少年ポピー、少年画報社）
- 怪物くん百科（月刊コロコロコミック、小学館 5月号 - 11月号）※5月号のみ方倉陽二が執筆していたが、以後はさいとうが執筆する。

### 1983年
- 忍者ハットリくん（小学二年生、小学館 4月）

### 1984年
- ドラえもん ゴホンツノカブト（夏休みの本、小学館）

### 1985年
- リトルちゃん（毎日こどもしんぶん、毎日新聞社 4月）
- 忍者ハットリくん ファミコン危機一髪（別冊コロコロコミックスペシャル、小学館 12月号）

### 1986年
- ボンバーマン爆発家族（月刊コロコロコミック増刊号、小学館）
- ファミコン少年団（月刊コロコロコミック、小学館 2月号 - 1987年10月号）※『月刊コロコロコミック増刊号』にも掲載。単行本全3巻。

### 1987年
- ザ･グレートキャラバン（月刊コロコロコミック増刊号、小学館）
- ハチ公物語（別冊コロコロコミックスペシャル、小学館 8月号）
- 走れ!ハチ（別冊コロコロコミックスペシャル、小学館 10月号）
- 捨て犬ハチ物語（別冊コロコロコミックスペシャル、小学館 12月号）

### 1988年
- 老犬ハチ物語（別冊コロコロコミックスペシャル、小学館 2月号）
- かみ犬ハチ物語（別冊コロコロコミックスペシャル、小学館 4月号）
- マリリンに逢いたい（別冊コロコロコミックスペシャル、小学館 8月号）
- 盲導犬サーブ物語（別冊コロコロコミックスペシャル、小学館 10月号）

### 1989年
- ドラえもんの巨大クワガタ（夏休みの本、小学館）

### 1990年
- ドラえもんのキャンプ入門（夏休みの本、小学館）

### 1991年
- スーパードッジ誕生物語（月刊コロコロコミック、小学館 5月号）
- ドラえもんのことわざ辞典（小学館 12月）

### 1992年
- ドラえもんふしぎ探検シリーズ（小学館）

### 1993年
- ドラえもんと毛利さんの宇宙スクール（小学館 10月）

### 1994年
- ドラえもんの名言・格言まんが事典（小学館）※方倉陽二との共筆

### 1995年
- ドラえもんからだシリーズ（小学館）
- ドラえもん学習ゲームブックシリーズ　恐竜島大決戦（小学館）

### 1996年
- ザ・ドラえもんズ算数習熟クイズ（小学四年生、小学館 4月）

### 1997年
- 小学館版 学習まんが人物館 藤子・F・不二雄（小学館 10月）
- ドラえもんの体育おもしろ攻略 水泳が楽しくできる（小学館）※方倉陽二との共筆

### 2008年
- ドラえもんのびっくりクイズ 世界の国ぐに（小学館 2月）

### 2011年
- ドラえもん わくわくひみつ道具（てれびくん、小学館 7月号 - ）

### 2020年
- ファミコン少年団2020（コロコロアニキ、小学館 2021年冬号）